# Accinctapubes
Accinctapubes é um gênero de mariposa pertencente à família Crambidae.